# Komsomolski (Mordwinien)
Komsomolski (russisch Комсомо́льский) ist eine Siedlung städtischen Typs in der Republik Mordwinien (Russland) mit 13.513 Einwohnern (Stand 14. Oktober 2010).

## Geographie
Die Siedlung liegt etwa 50 km nordöstlich der Republikhauptstadt Saransk am Oberlauf des rechten Alatyr-Nebenflusses Nuja.
Komsomolski gehört zum Rajon Tschamsinka und befindet sich knapp 5 km nordöstlich von dessen Verwaltungszentrum Tschamsinka.

## Geschichte
Die Siedlung entstand unweit des Dorfes Alexejewka im Zusammenhang mit der Errichtung eines großen Zementwerkes auf Grundlage eines nahegelegenen Kalksteinvorkommens bis 1952 (gilt als Gründungsjahr). 1955 wurde der Status einer Siedlung städtischen Typs verliehen. Der Ortsname bezieht sich auf die kommunistische Jugendorganisation Komsomol.

### Bevölkerungsentwicklung
| Jahr | Einwohner |
| ---- | --------- |
| 1959 | 5.123     |
| 1970 | 11.102    |
| 1979 | 13.232    |
| 1989 | 14.740    |
| 2002 | 14.230    |
| 2010 | 13.513    |

Anmerkung: Volkszählungsdaten

## Sehenswürdigkeiten
2005 wurde in der Siedlung die Mariä-Verkündigungs-Kirche (церковь Благовещения Пресвятой Богородицы, zerkow Blagoweschtschenija Preswjatoi Bogorodizy) errichtet.

## Wirtschaft und Infrastruktur
Ortsbildendes Unternehmen ist das Zementwerk, das heute der OAO Mordowzement gehört, einem der bedeutendsten Zementproduzenten Russlands. Außerdem ist in Komsomolski das Baumaterialienwerk (Faserzementerzeugnisse) der OAO Lato ansässig.
Komsomolski liegt an der 1894 von der Moskau-Kasaner-Eisenbahn eröffneten und heute von der Gorkier Eisenbahn betriebenen Eisenbahnstrecke Rusajewka – Kanasch. Bei Streckenkilometer 98 befindet sich ein Haltepunkt, bei Kilometer 100, nordöstlich der Siedlung, der Bahnhof Nuja. Straßenverbindung besteht nach Tschamsinka, an dem die Fernstraße R178 von Saransk nach Uljanowsk vorbeiführt.